# كانيا فوجيموتو
كانيا فوجيموتو (باليابانية: 藤本 寛也) (مواليد 1 يوليو 1999) هو لاعب كرة قدم ياباني.

## وصلات خارجية
- كانيا فوجيموتو على موقع رابطة كرة القدم اليابانية للمحترفين (اليابانية)
- كانيا فوجيموتو على موقع قاعدة بيانات كرة القدم.إي يو (الإنجليزية)
- كانيا فوجيموتو على موقع Soccerway.com (الإنجليزية)
- كانيا فوجيموتو على موقع عالم كرة القدم.نت (الإنجليزية)